# Web social
La web social incluye servicios que determinan la tendencia en la forma de compartir información digital, en este caso es importante definir que internet, comprendería la red de redes que hacen posible que existan servicios como la web, web 2.0. 
La llamada Web social se refiere entonces a: Smart bot, inteligencia colectiva, modelos de negocio ligeros, folcsonomía, etiquetas, software y computación sociales, periodismo ciudadano, CMS, LMS (Learning Management System).

## Historia
La primera vez que se habló de "Social Web" en el ámbito mundial se incluyó la apertura de datos distribuidos, es decir compartir la red de documentos "World Wide Web", excepto que en lugar de vincular documentos, en la Web Social se enlazan personas, organizaciones y conceptos. El uso de este término en este contexto se introdujo en un julio de 2004 en el documento llamado "La Web Social: Construir una Red Social con XDI"'
Anteriormente acepciones del término incluyen: 
- En 1998 el término "Social Web" se introdujo en un artículo de Peter Hoschka en un contexto relacionado con describir el cambio de utilizar computadoras y la web como simples instrumentos de cooperación a usar la computadora como social "The Social Web Research Program"[2]

- En 1955 el término "Social Web" fue presentado en agosto C. Krey en el ensayo colección historia y la Web Social publicado por la Universidad de Minnesota press.

### El caso de México

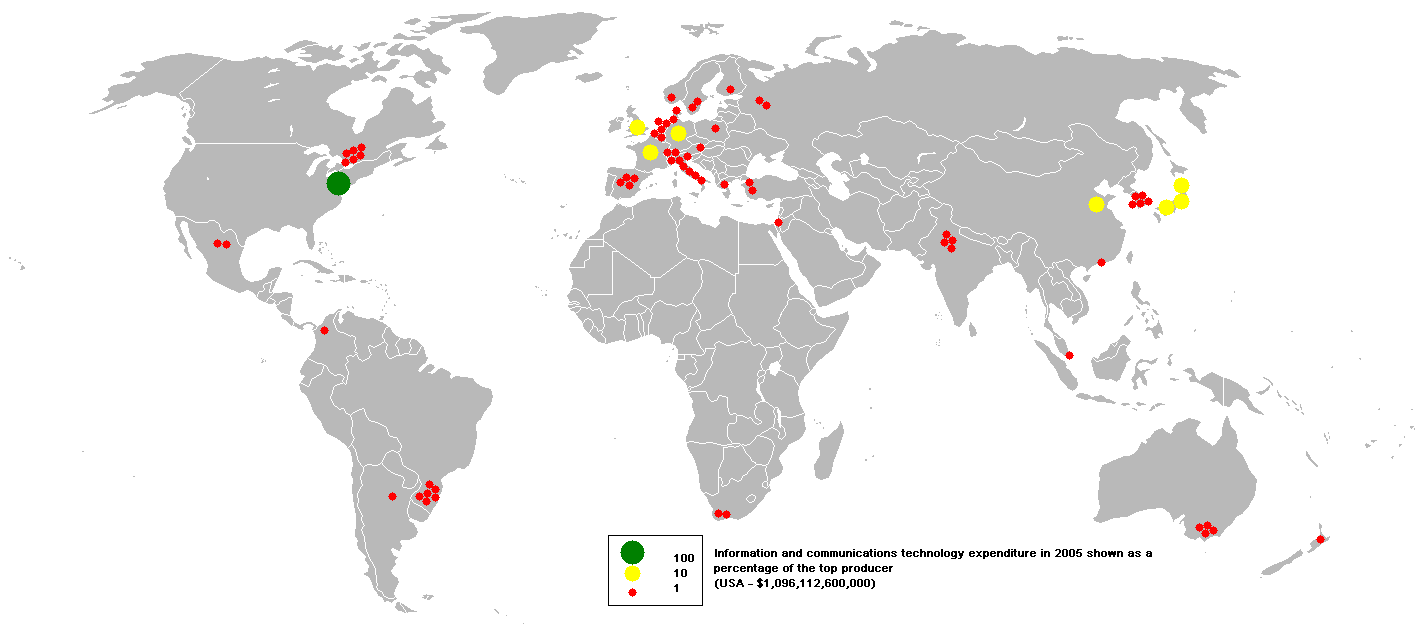
Consumo de tecnologías de la información y la comunicación en 2005de la información.

De acuerdo a datos proporcionados por el INEGI en el 2000, encontramos que sólo el 9.3% de los hogares que fueron encuestados cuentan con computadora en su casa.

## Herramientas
La Web social está integrada por: la llamada comunidad virtual dentro de la que podemos encontrar interacción con redes de computadoras con servicios tales como p2p, correo electrónico, redes sociales, blogs, podcast, webcast, wikis, marcadores sociales, sindicación de contenidos RSS, imágenes, video digital hospedado en servidores de video, audio digital y metaverso, el uso de este entorno ha democratizado el uso de servicios y aplicaciones brindando a todos los usuarios la posibilidad de crearlos, utilizarlos, compartirlos y distribuirlos; es decir es el punto de encuentro en la web social.

## Principales webs sociales en español
- Menéame , agregador social de noticias.
- Divoblogger , agregador social de enlaces (cerrado en julio de 2015).
- Divúlgame , agregador social de ciencia y divulgación.
- Fresqui , agregador social de enlaces.
- Efecto Tequila , agregador social de noticias de México.

## Principales webs sociales en inglés
- Reddit
- Digg